# RIM-66 Standard MR
RIM-66 Standard MR – seria amerykańskich morskich rakietowych pocisków przeciwlotniczych średniego zasięgu należących do rodziny pocisków Standard, produkowanych obecnie przez Raytheon. Obejmuje pociski SM-1MR i SM-2MR.

## Historia i odmiany
Prace nad rodziną pokrewnych konstrukcyjnie standardowych pocisków rakietowych podjęto w USA na początku lat 60. Pociski te początkowo powstały w dwóch odmianach: jednostopniowej średniego zasięgu RIM-66 Standard SM-1MR (medium range – średni zasięg), dla zastąpienia pocisków RIM-24 Tartar, oraz dwustopniowej dalekiego zasięgu RIM-67 Standard SM-1ER (extended range – wydłużony zasięg), dla zastąpienia pocisków RIM-2 Terrier. 

### SM-1MR
Pierwsza wersja RIM-66A Standard SM-1MR miała zasięg 46,25 km i pułap zwalczanych celów od 45 do 15 240 metrów (150 – 50 000 stóp). Weszła do służby w 1968 roku, zarówno na nowych okrętach, jak i dostosowanych starszych.
Ulepszoną wersją była RIM-66B Standard SM-1MR, w której zastosowanie nowego silnika rakietowego o zmiennym ciągu (ang. dual thrust) zwiększyło zasięg o 45% i pułap o 25%. Mogła ona zwalczać cele w odległości 67 km i na wysokości 19 050 m (62 500 stóp).

### SM-2MR
Drugą zasadniczą wersją pocisku średniego zasięgu była RIM-66C Standard SM-2MR, opracowana pod kątem nowych okrętów wykorzystujących zintegrowany system kierowania obroną powietrzną Aegis. Dzięki optymalizacji trajektorii lotu, zasięg pocisku jeszcze wzrósł i odpowiadał pierwszej wersji pocisku o wydłużonym zasięgu (SM-1ER). Wersja ta może zwalczać cele w odległości 74 km i na wysokości 24 385 m (80 000 stóp). 
Pocisk ten podlegał dalszym ulepszeniom w ramach poszczególnych serii produkcyjnych (ang. block). Pierwsza wersja Block I (RIM-66C) została wprowadzona w 1979 roku, Block II (RIM-66G/H) w 1984, a Block III (RIM-66L/M) w 1990 roku.

#### SM-2 MR Block 3
Pocisk przeciwlotniczy i przeciw pociskom samosterującym.
Wersje pocisków SM-2 Medium Range Block III:
- Block III - posiada procesor sygnału bardziej odporny na zagłuszanie elektromagnetyczne, nowy system napędowy i ulepszoną głowicę zbliżeniową-wybuchową mogącą niszczyć małe twarde cele.
- Block IIIA - jest wyposażona w nową głowicę prętową i może niszczyć cele lecące na najniższym pułapie, posiada półaktywne naprowadzanie radarowe (RF).
- Block IIIB - została opracowana w ramach programu Missile Homing Improvement Program (MHIP), i posiada dodatkowo poza naprowadzaniem RF, naprowadzanie na podczerwień IR. Dzięki zastosowaniu dwóch rodzajów naprowadzania pocisk ten jest bardziej odporny na zakłócanie[3].

## Zastosowanie
Japonia zakupiła od USA 24 pocisków SM-2 Block IIIB Tactical STANDARD z odpowiednim oprzyrządowaniem i częściami zamiennymi za łącznie 40 milionów dolarów US.
W pociski te są wyposażone  niszczyciele rakietowe typu Kongō.

## Opis
Jednostopniowy pocisk na paliwo stałe. Długość wynosi 4470 mm (RIM-66A) lub 4724 mm (B, C). Średnica kadłuba wynosi 343 mm, a rozpiętość brzechw 914 mm. Masa pocisku wynosi 578,8 kg (RIM-66A) lub 608,7 kg (B, C).
Pocisk rozwija prędkość ponad Ma 2.